# ぽふねこ
ぽふねことは癒し系の黒猫のキャラクター。作者は女性マジシャンである魅優（みゆう）。
2007年10月に携帯サイト「Qwe」にて待ち受けFLASHが公開され、ダウンロード数は1日で1万を超えるほどとなる。
2007年12月からキャラマックスにて待受けFLASHをはじめ、デコメや絵文字なども配信される。
2008年6月から毎月第三火曜日にデジタルコミックが配信されていた（2009年5月に完結、全12話）。
また、2009年9月にUFOキャッチャーになることが、作者のブログで公表された。

## キャラクター（登場人物）
ぽふねこ
黒猫のキャラクターで、たれまゆが特徴。
無気力で、かぶりものが好き。少し後ろ向きな、癒し系ねこ。
性別は不明。ウェディングドレス（デコメにて）やセーラー服（コミック第7話）なども着用している。
語尾は「ぽふ」。好物はカラスミ。
ぴよこ(ë)
ひよこのキャラクター。性格はせっかちで心配症。
ぽふねこのツッコミ友達で、ツッコミを勉強している。
基が顔文字のため、くちばしがアルファベットのeになっていることが特徴。
一人称は「オイラ」。語尾は「ピヨ」。
もやん
雲(?)のような形をしたキャラクター。
世界征服をしにやってきたらしいが、ぽふねことぴよこに使いっぱしりにされている。